# Frank Hübner
Frank Hübner (ur. 16 października 1950 w Lüdenscheid) – niemiecki żeglarz sportowy. Złoty medalista olimpijski z Montrealu.
Reprezentował barwy RFN. Zawody w 1976 były jego jedynymi igrzyskami. Startował w klasie 470. Podczas zwycięskich regat partnerował mu Harro Bode. W 1975 wspólnie zdobyli brąz mistrzostw Europy. W 1973, z innym partnerem, był srebrnym medalistą tej imprezy.